# Константінос Карецас
Константінос Карецас (грец. Κωνσταντίνος Καρέτσας; нар. 19 листопада 2007, Генк, Бельгія) — грецький футболіст, півзахисник клубу «Генк» та збірної Греції.

## Ігрова кар'єра

### Клубна
Константінос Карецас народився у місті Генк і займатися футболом почав в академії місцевого однойменного клуба. З 2020 року футболіст проходив вишкіл в системі столичного «Андерлехта» але в січні 2023 року повернувся до рідного «Генка».
Сезон 2023/24 Карецас починав в другій команді «Йонг Генк» в Челлендж ПРО-лізі. Свій перший гол на професійному рівні Константінос забив 1 вересня 2023 року і став наймолодшим бомбардиром в історії бельгійської ПРО-ліги.
У лютому 2024 року Карецас був переведений до перщої команди «Генка». Його офіційний дебют в основі відбувся 4 травня 2024 року, коли він вийшов на заміну у матчі чемпіонату Бельгії проти «Серкль Брюгге». На початку сезону 2024/25 англійське видання The Guardian обрало Карецаса серед 60 кращих молодих талантів у 2024 році.

### Збірна
Константінос Карецас має грецьке походження. Федераці футболу Греції зробила пропозицію футболісту але в жовтні 2024 року Карецас дебютував у складі молодіжної збірної Бельгії у матчах кваліфікації до молодіжного Євро  2025 року.